# Djokoiskandarus annulata
Djokoiskandarus annulata е вид змия от семейство Смокообразни (Colubridae).

## Разпространение
Видът е разпространен в Индонезия и Папуа Нова Гвинея.